# Cassius (banda)
Cassius fue un dúo francés de música house que estuvo compuesto por los productores Philippe Cerboneschi y Hubert Blanc-Francard, más conocidos como Philippe Zdar y Boom Bass.

## Historia
Zdar and Boom Bass comenzaron a trabajar juntos en 1988, produciendo álbumes para el artista de hip-hop francés MC Solaar. En 1991 erigen su primer proyecto, llamado La Funk Mob y al año siguiente comenzaron a experimentar por sí solos con un sonido más electrónico, lo que conduce a Zdar a unirse a Etienne de Crécy en el proyecto Motorbass.
En 1996 bajo el nombre de Cassius, Zdar y Boom Bass crean su primera canción de música house, llamada "Foxxy". La canción tuvo un éxito moderado, y gracias a ella se dieron a conocer y les permitió mezclar canciones para los conciertos de varios artistas del género, como Air y Daft Punk. En enero de 1999 lanzan “Cassius 1999”, su primer sencillo, el cual se convertiría en un éxito instantáneo. Fue distribuido por la disquera Virgin Records, y entró en el UK singles chart llegando a ocupar el lugar número 7.
A este éxito le fue seguido el lanzamiento de su álbum debut, 1999, con el cual lanzaron otros dos sencillos, "Feeling For You" y "La Mouche". Los vídeos musicales de "Cassius 1999" y “Feeling For You" retrataban al dibujo animado de DC Comics, Deadman, representándolo como un DJ superhéroe.
En el 2002 sacan al mercado su segundo álbum, Au Rêve. En el cual se destacó en sencillo "I'm a Woman", que contaba con la poderosa voz de la vocalista Jocelyn Brown, así como sencillo "The Sound of Violence", con la colaboración de Steve Edwards como vocalista. Este álbum también tuvo colaboraciones de dos miembros de Wu-Tang Clan; Ghostface Killah y Leroy Burgess.
Cassius volvió al estudio en el 2006, para sacar un sencillo más experimental llamado "Toop Toop", pero el siguiente álbum se tituló 15 Again, y en el destacan muchas otras colaboraciones de vocalistas, que le han rendido tanto éxito tanto en este álbum como en su anterior trabajo.
El sencillo "I Love You So (I <3 U So)" ingresó en las listas de Francia y el Reino Unido. Está incluido en su EP The Rawkers de 2010, el cual contiene el sample de la canción "I Feel a Song (In My Heart)" interpretada en 1971 por Sandra Richardson.
En agosto de 2016 lanzarán su álbum de estudio titulado Ibifornia contará con la colaboración de artistas tales como Cat Power, Mike D de Beastie Boys, Ryan Tedder de OneRepublic y Pharrell Williams. Este último ya había colaborado con el dúo en el álbum 15 Again.
El día 19 de junio de 2019, Zdar murió después de caer accidentalmente de un edificio de diecinueve pisos en París. Tenía cincuenta y dos años.

## Discografía

### Álbumes
- 1995 The Mighty Bop Meets DJ Cam Et La Funk Mob, y La Funk Mob, con Bob Sinclar y DJ Cam.
- 1999 1999
- 2002 Au Rêve
- 2004 The Bad Seeds 1993-1997, y La Funk Mob
- 2006 15 Again
- 2010 The Rawkers EP
- 2016 Ibifornia
- 2019 Dreems

### Sencillos
Cassius
- 1996 "Foxxy"
- 1999 "Cassius 1999"
- 1999 "Feeling For You"
- 1999 "La Mouche"
- 1999 "Club Soixante Treize" (Promocional)
- 2002 "The Dream Songs" (Promocional)
- 2002 "I'm a Woman", con Jocelyn Brown
- 2002 "The Sound of Violence", con Steve Edwards
- 2003 "Thrilla", con Ghostface Killah
- 2006 "Toop Toop"
- 2007 "Rock Number One"
- 2009 "Youth Speed Trouble Cigarettes"
- 2010 "I <3 U So"
- 2013 "Sunchild"
- 2016 "Action", con Cat Power & Mike D

La Funk Mob
- 1994 "Tribulations Extra Sensorielles"
- 1994 "Casse Les Frontières, Fou Les Têtes En L'Air"
- 1996 "Casse Les Frontières, Fou Les Têtes En L'Air" (segundo lanzamiento)
- 2004 "357 Magnum Force"

### Producciones para otros artistas
- 1993 MC Solaar - "Nouveau Western", con Jimmy Jay
- 1994 MC Solaar - "Obsolète", con Jimmy Jay
- 1994 Sinclair - "Tranquille"
- 1995 Melaaz - "Je Marche En Solitaire"
- 1995 MC Solaar - "La Concubine De L'Hémoglobine", con Jimmy Jay
- 1997 MC Solaar - Paradisiaque
- 2000 Phoenix – United
- 2004 Cut Copy – Bright Like Neon Love
- 2009 Phoenix – Wolfgang Amadeus Phoenix
- 2010 Chromeo – Business Casual
- 2010 Two Door Cinema Club – Tourist History
- 2011 The Rapture – In the Grace of Your Love
- 2012 Kindness – "World, You Need a Change of Mind"
- 2013 OneRepublic – Native (en las canciones "Burning Bridges" y "Something's Gotta Give")
- 2013 Drake – "Nothing Was the Same"

### Remixes
- 1997 Motorbass – Ezio
- 1998 Air – Sexy Boy
- 1999 Les Rythmes Digitales – Jacques Your Body (Make Me Sweat)
- 2003 Audio Bullys – The Thing
- 2005 Zdar – Don't You Want
- 2010 Crookers feat. Miike Snow – Remedy
- 2010 Booka Shade – Bad Love
- 2010 Dan Rubell – The Greatest
- 2011 Skream feat. Sam Frank – Anticipate
- 2012 Aeroplane – We Can't Fly
- 2012 Solomun & DJ Phono – Ice Cream & Bonus Miles
- 2013 Jamie Jones feat. Luca C – Tonight In Tokyo
- 2014 Seekae – Test & Recognise